# Canton de Latronquière
Le canton de Latronquière est une ancienne division administrative française située dans le département du Lot et la région Midi-Pyrénées.

## Géographie
Ce canton était organisé autour de Latronquière dans l'arrondissement de Figeac. Son altitude variait de 191 m (Ladirat) à 776 m (Labastide-du-Haut-Mont) pour une altitude moyenne de 581 m.

## Administration

### Conseillers généraux de 1833 à 2015
| Période | Période      | Identité                       | Étiquette     | Qualité                                                              |
| ------- | ------------ | ------------------------------ | ------------- | -------------------------------------------------------------------- |
| 1833    | 1844         | Pierre-Antoine Establié        |               | Propriétaire, maire de Saint-Médard Juge de paix à Latronquière      |
| 1844    | 1848         | François-Alexandre Laroussille |               | Ancien officier de marine Propriétaire à Sousceyrac                  |
| 1848    | 1852         | Balthazard-Etienne Mage        | Républicain   | Propriétaire et avocat à Latronquière                                |
| 1852    | 1860         | François-Alexandre Laroussille |               | Propriétaire à Sousceyrac                                            |
| 1860    | 1864         | Bertrand Cornely de Prudhomme  |               | Propriétaire à Sousceyrac, colonel                                   |
| 1864    | 1875 (décès) | Oscar Laborie                  |               | Notaire à Saint-Cirgues                                              |
| 1875    | 1886         | Louis Laroussilhe              | Républicain   | Notaire, maire de Gorses (1864, 1871-1874, 1876-1885)                |
| 1886    | 1909 (décès) | Joseph Pauliac                 | Rad.          | Avocat - Sénateur (1891-1909)                                        |
| 1909    | 1919         | Gaston Mage                    | Rad.          | Maire de Latronquière, conseiller d'arrondissement                   |
| 1919    | 1939 (décès) | Louis Roussilhe                | Rad.ind.      | Notaire - Maire de Latronquière                                      |
| 1939    | 1940         | Jean Boudou                    | Rad.          | Médecin - Maire de Saint-Cirgues                                     |
|         |              |                                |               |                                                                      |
| 1945    | 1952 (décès) | Jean Boudou                    | Rad.          | Médecin - Maire de Saint-Cirgues                                     |
| 1952    | 1958         | Jules Castanié                 | Rad.          | Agriculteur - Maire de Gorses, ancien conseiller d'arrondissement    |
| 1958    | 1978 (décès) | André Amadieu                  | Rad. puis MRG | Contrôleur du Trésor - Maire de Lauresses                            |
| 1978    | 1988         | Antoine Chibret                | MRG           | Docteur en médecine - Maire de Latronquière                          |
| 1988    | 1994         | René Goudal                    | RPR           | Médecin - Maire de Gorses (1959-2008)                                |
| 1994    | 2001         | Jean-Claude Calméjane          | PS            | PDG d'une société de travaux publics Maire de Montet-et-Bouxal       |
| 2001    | 2008         | Claude Galtié                  | PS            | Professeur Maire de Latronquière                                     |
| 2008    | 2015         | Jean-Claude Calméjane          | DVG           | Chef d'entreprise Maire de Montet-et-Bouxal (1994-2001 et 2008-2015) |

### Conseillers d'arrondissement (de 1833 à 1940)
| Période                                  | Période      | Identité                                    | Étiquette | Qualité |
| ---------------------------------------- | ------------ | ------------------------------------------- | --------- | --- |
| 1833                                     | 1836         | Jean Joseph René, Baron de Bessonnies       |           | Maire de Saint-Hilaire                                                                                      |
| 1836                                     | 1848         | Joseph Clair Laborie-Larigaldie (1798-1857) |           | Avocat, notaire à Saint-Cirgues                                                                             |
|                                          |              |                                             |           | |
|                                          | 1900 (décès) | M. Roussilhe                                |           | |
| 1900                                     | 1909         | Gaston Mage                                 | Radical   | Maire de Latronquière                                                                                       |
|                                          |              |                                             |           | |
| 1919                                     |              | Jean Henri Victor Taurand                   | Radical   | Pharmacien, conseiller municipal de Latronquière                                                            |
|                                          |              |                                             |           | |
| 1936                                     | 1940         | Jules Castanié                              | Rad.ind.  | Agriculteur, maire de Gorses                                                                                |
| 1940                                     |              |                                             |           | Les conseils d'arrondissement ont été suspendus par la loi du 12 octobre 1940 et n'ont jamais été réactivés |
| Les données manquantes sont à compléter. |              |                                             |           | |

## Composition
Le canton de Latronquière groupait treize communes et comptait 2 658 habitants (recensement de 1999 sans doubles comptes).
| Communes               | Population (2012) | Code postal | Code Insee |
| ---------------------- | ----------------- | ----------- | ---------- |
| Gorses                 | 355               | 46210       | 46125      |
| Labastide-du-Haut-Mont | 62                | 46210       | 46135      |
| Ladirat                | 117               | 46400       | 46146      |
| Latronquière           | 538               | 46210       | 46160      |
| Lauresses              | 296               | 46210       | 46161      |
| Montet-et-Bouxal       | 208               | 46210       | 46203      |
| Sabadel-Latronquière   | 89                | 46210       | 46244      |
| Saint-Cirgues          | 355               | 46210       | 46255      |
| Saint-Hilaire          | 87                | 46210       | 46269      |
| Saint-Médard-Nicourby  | 84                | 46210       | 46282      |
| Sénaillac-Latronquière | 145               | 46210       | 46302      |
| Terrou                 | 202               | 46120       | 46314      |
| Bessonies              | 120               | 46210       | 46338      |

## Démographie
| 1962  | 1968  | 1975  | 1982  | 1990  | 1999  | 2006  | 2011  | 2012  |
| ----- | ----- | ----- | ----- | ----- | ----- | ----- | ----- | ----- |
| 4 297 | 4 135 | 3 673 | 3 538 | 3 079 | 2 658 | 2 655 | 2 568 | 2 506 |